# 韩晓东 (材料学家)
韩晓东，北京工业大学教授，主要从事材料力学行为及原子层次机理等基础科学问题的研究，担任中国电子显微镜学会理事长。韩晓东曾入选中国教育部长江学者特聘教授，获得过2020年中国国家自然科学二等奖。